# Taberna
Taberna (lat. taberna, lat. množina tabernae) bila je vrsta trgovine ili štanda u starom Rimu. Prvobitno u značenju trgovine s jednom prostorijom za prodaju roba i usluga, taberne su često bile ugrađene u kućne nastambe na razini tla uz fauces, glavni ulaz u kuću, ali s jednom stranom otvorenom prema ulici. Kako je Rimsko Carstvo postajalo sve naprednije, taberne su osnivane unutar velikih tržnica na zatvorenom i često su bile prekrivene bačvastim svodom. Svaka taberna unutar tržnice imala je prozor iznad sebe koji je propuštao svjetlost u drveni tavan za skladištenje i imala je široka vrata. Poznati primjer takve zatvorene tržnice je Trajanova tržnica u Rimu, koju je početkom 2. stoljeća izgradio Apolodor iz Damaska.
Prema Cambridge Ancient History, taberna je bila "maloprodajna jedinica" unutar Rimskog Carstva i bila je mjesto gdje su se odvijale mnoge gospodarske aktivnosti i mnoge uslužne djelatnosti, uključujući prodaju kuhane hrane, vina i kruha.
Množinski oblik lat. tabernae također se koristio za označavanje usputne stanice ili hotela na cestama između gradova gdje su otmjeni putnici morali odsjesti u nečemu boljem od cauponae, i kada im službeni mansio nije bio otvoren. Kako je Rimsko Carstvo raslo, tako su rasle i njegove taberne, koje su postajale sve luksuznije i stjecale dobru ili lošu reputaciju.

## Podrijetlo i širenje
Taberne su se vjerojatno prvi put pojavile u staroj Grčkoj, na mjestima koja su bila važna za gospodarske aktivnosti krajem 5. i 4. stoljeća pr. Kr. Nakon širenja Rimskog Carstva na Mediteran, broj taberni se znatno povećao, uz središnju ulogu taberna u urbanoj ekonomiji rimskih gradova kao što su Pompeji, Ostia, Korint, Del, Nova Kartaga i Narbo. Mnogi od tih gradova bili su glavna lučka područja u kojima su se uvezena luksuzna i egzotična roba prodavala javnosti. Taberne su funkcionirale kao građevinske građevine koje su olakšavale prodaju robe.
Livije piše o susretu koji je Marcus Furius Camillus, rimski general prisutan tijekom širenja Rimske republike u 5. i 4. stoljeću prije Krista, imao s tabernama u Tusculumu, gradu u regiji Latium u Italiji:
Kamilo je podigao svoj logor pred vratima, želeći znati prevladava li isti privid mira kakav je bio u zemlji i unutar zidina, ušao je u grad, gdje je ugledao vrata otvorena i sve što je bilo izloženo prodaji na otvorenom. trgovine, a radnici su se angažirali svaki na svom poslu. . . Ulice su bile ispunjene raznim vrstama ljudi.

## Formati
Postojala su najmanje dva oblika taberni (trgovina) unutar Rimskog Carstva, one pronađene u kućanstvima i javnim okruženjima, bilo da se radi o domaćim kućama s trgovinama ispred prostorija ili u stambenim višekatnim stambenim blokovima zvanim insulae. Kako se razvoj urbanih središta u rimskim gradovima povećavao, rimska elita nastavila je razvijati stambene i poslovne zgrade kako bi se prilagodila velikim masama ljudi koji su ulazili i izlazili iz tih tržišnih središta. Izgrađene su insule, a taberne su se nalazile na njihovim nižim razinama. Klasa ljudi koji su vodili taberne nazivali su se tabernari, često urbani oslobođenici koji su radili pod patronom koji je posjedovao posjed. Umjesto toga, drugi oblik taberni bio je smješten unutar javnih tržnica i foruma, područja koja su imala veliku količinu prometa.
Ardyle Mac Mahon piše o tabernama u Britaniji:
Taberne su bile smještene tako da ispunjavaju svrhu pružanja dobara i usluga kupcima. Mnogi društveni, ekonomski i drugi čimbenici mogli su utjecati na to, ali općenito se mora pretpostaviti da su trgovci na malo u rimskoj Britaniji željeli prodati svoje proizvode. Dobro mjesto pomoglo bi maksimiziranju neto prodajnog potencijala trgovca na malo i zbog toga će se taberne obično nalaziti unutar dosega njihovih tržišta.
Među različitim vrstama tabernae bile su:
- Taberna Casearia (tvornica sira)
- Taberna Libraria (knjižara)
- Taberna Coactiliaria (proizvodnja i prodaja filca)
- Taberna Carbonaria (trgovina ugljenom)
- Taberna Vinaria (vinoteka)
- Taberna Coriaria (trgovina kože)

## Važnost
Taberne su revolucionirale rimsko gospodarstvo jer su bile prve stalne maloprodajne strukture unutar gradova, što je značilo uporan rast i širenje unutar gospodarstva. Taberne su osiguravale mjesta za prodaju raznih poljoprivrednih i industrijskih proizvoda, poput pšenice, kruha, vina, nakita i drugih predmeta. Vjerojatno su taberne također bile strukture u kojima bi se besplatno dijelilo žito javnosti. Štoviše, taberne su korištene kao unosne mjere za postizanje uzlazne društvene mobilnosti za klasu oslobođenika. Iako zanimanje trgovca nije bilo visoko cijenjeno u rimskoj kulturi, ono je još uvijek prožimalo klasu oslobođenika kao sredstvo za uspostavljanje financijske stabilnosti i naposljetku određenog utjecaja unutar lokalnih vlasti.
U Italiji još uvijek postoje u brojnim nazivima mjesta.

## Vanjske poveznice
- Mahon article DOI:10.1111/j.1468-0092.2006.00262.x
- Tabernae on Penelope
- Image from Perseus Project
- Image of actual Roman shops
- Image of Reconstructive model of a taberna